# 徳久倫康
徳久 倫康（とくひさ のりやす、1988年 - ）は、日本のクイズプレイヤー。既婚。

## 人物
東京都立日比谷高等学校卒業後、早稲田大学に進学した。早稲田大学文化構想学部在学中に東浩紀の講義を受けた縁で、大学卒業後の2012年に株式会社ゲンロンに入社し、2021年度まで在籍した。競技クイズ大会の年間勝利数ベースでトップクラスの成績であることから「競技クイズ界最強の男」の異名を持つ。

## 出演
- Knock Out-競技クイズ日本一決定戦-（ファミリー劇場、2016年8月20日[5]、2017年5月28日[6]、2018年9月9日[7]）
- くりぃむVS林修!クイズサバイバー（テレビ朝日、2017年6月28日[8]、2018年12月20日[9]）

## 著作
- クイズ用語辞典（朝日新聞出版、2023年4月10日）- （三木智隆、石野将樹、田中健一との共著）[10]